# Jean Nouvel
Jean Nouvel, francoski arhitekt, * 12. avgust 1945, Fumel, Francija. 
Odraščal je v učiteljski družini matere Renée in očeta Rogerja Nouvela. Družina se je veliko selila, saj je bil njegov oče okrajni šolski predstojnik. Starša sta Jeana spodbujala k učenju matematike in jezika. Pri 16 letih se je navdušil za risanje in hotel študirati slikarstvo kljub želji staršev, da bi postal učitelj ali inženir. Tako so v družini dosegli dogovor, da lahko študira arhitekturo, saj je bilo to manj tvegano kot umetnost.
Ko Jeana niso sprejeli na Šolo umetnosti (École des Beaux-Arts) v Bordeauxu, se je preselil v Pariz, kjer si je s prvo nagrado na nacionalnem tekmovanju zagotovil mesto na Umetniški šoli v Parizu. Med študijem je delal v arhitekturnih birojih, kjer je delal tudi na gradbiščih ter tako navezal stik z Virilio-jem, znanim francoskim kulturnim teoretikom in urbanistom in postal njegov projektni menedžer pri gradnji velikih stanovanjskih kompleksov. Bil je tudi asistent pri arhitektu Claudu Parentu. Leta 1975 je odprl svoj biro in sodeloval na večjih natečajih. V svojem biroju je delal in kreiral v oblikovnem slogu, ki je bil ločen od modernizma in post-modernizma.
Pri petindvajsetih letih je končal s šolanjem in sodeloval z Françoisom Seigneurjem. Petnajst let je skrbel za pripravo Pariškega Bienala, kjer je oblikoval razstave in bil v stiku z umetnostjo in gledališčem. Leta 1977 je soustanovil francoski sindikat arhitektov (Syndicat de l'Architecture) in gibanje Mars 1976.

## Slog in način dela
Nouvela je močno zaznamovala mladost, saj je bil vzgojen v zelo strogi družini, zato je kot otrok rasel z željo po preseganju dovoljenega. Ta strast po nedovoljenem je zaznamovala njega in njegovo delo. Jean Nouvelovi projekti preoblikujejo pokrajino, v katerih so zgrajeni in pogosto postanejo dominantni v prostoru. Zanj ni noben stil pomembnejši od drugega. Različna kultura, lokacija in drugi dejavniki vedno znova izzovejo različen pristop za vsak njegov projekt. Nouvel je tudi kritik današnjega časa, ki raziskuje naše doživljanje prostora, fenomene tehnoloških napredkov ter njenih pozitivnih in negativnih posledic. V njegovih delih so ponavljajoče se teme manipulacija spreminjajoče se svetlobe in sence, plasti transparentnosti in motnost, refleksi in odboji.
Iz sloga Nouvelovih del izhaja, da poskuša najti manjkajoči kamenček v mozaiku oz. pravo zgradbo na pravem mestu, ter s tem nakazuje svoja prizadevanja pri načrtovanju in umeščanju v prostor. 
Leta 2008 je dobil Pritzkerjevo nagrado, ki velja za najprestižnejše priznanje, kar jih lahko dobi arhitekt. Zaslužil jo je s svojimi več kot 200 projekti, med katerimi jih je bilo po vsem svetu veliko tudi popolnoma uresničenih. Mednarodno slavo si je pridobil leta 1981, ko je zmagal na natečaju za pariški Inštitut arabskega sveta (Institut du monde arab), ki so ga dogradili leta 1987 in za katerega je potem leta 1989 dobil nagrado Age Kana za arhitekturo. Med njegovimi številnimi projekti so najbolj znana poslopja Opera v Lyonu, Fundacija Cartier v Parizu, nebotičnik Dentsu v Tokiu, poslovna stavba Torre Agbar v Barceloni, Muzej na obrežju Branly (Musée du quai Branly) v Parizu, koncertna dvorana v Københavnu in še nekatera. Na Dunaju ima Nouvel že dva večja projekta. Najprej je konec 1990-ih izvedel rekonstrukcijo enega od štirih dunajskih Gasometrov, velikanskih skladišč za mestni plin, visokih dobrih 60 metrov, zgrajenih konec 19. stoletja. V Gasometer A, ki so ga do konca rekonstruirali jeseni leta 2001, je umestil 129 stanovanj, trgovsko središče, druge poslovne prostore in parkirišče.
Konec leta 2010 je bil na Dunaju dokončan drugi Nouvelov projekt. Tokrat ni šlo za rekonstrukcijo, temveč za gradnjo popolnoma novega objekta, ki še bolj štrli v višino kot Gasometri. Gre za hotel Sofitel Vienna Stephansdom s 182 sobami in apartmaji na levem bregu Donavskega kanala, blizu najožjega središča Dunaja. Obrobne linije črnega monolita, ki segajo 75 metrov v višino, niso vse navpične. Dve od štirih sta poševni, tako da je videti, kakor da je poslopje nagnjeno na eno stran, proti ulici Taborstrasse. Leta 2010 so odprli 75-metrski nebotičnik slavnega francoskega arhitekta Jeana Nouvela. Luksuzni hotel ima 182 sob in suit, restavracijo in bar na vrhu, od koder je impozanten razgled. Da je hotel res luksuzen, priča tudi temu primerna cena sob: od 250€ do 3000€ na noč. Jean Nouvel je odgovoren tudi za notranjo opremo hotela. Pri zasnovi stavbe so mu pomagali številni tuji umetniki. Obarvana dela so v nasprotju s prevladujočimi odtenki črne, bele in sive.  Fasada stavbe se razlikuje glede na stran neba: siva na jugu, na zahodu črna, bela na severu in prosojna na vzhodu.
»Zame je vsak projekt dogodivščina. Vsaka zgradba je v odnosu s podnebjem, vetrom, barvami okoliških stavb ... Če ne poznam vseh teh dejavnikov, ne morem izdelati koncepta. Arhitektura brez omejitev ne bi obstajala - to bi bilo kiparstvo.«
V Nouvelovih delih je prostor maksimalno osvetljen, neredko predimenzioniran (»dobra soba je velika soba«). Izogiba se klasičnim fasadam, ki v njegovih delih prevzemajo ključno vlogo s simboliko (projekti za arabski svet), refleksijo in barvo (Museum Quai Branly, New York Housing, Agbar Tower, Hotel Puerta America..) in dematerializacijo (KKL Luzern, Tour Sans Fin).  Pri svojem prvem večjem in uspešnem projektu Institut du Monde Arabe (IMA) je Nouvel uspel svetlobo povezati s simboliko. Svetloba v islamski arhitekturi zavzema posebno mesto, uporablja se že stoletja in simbolizira prisotnost Boga. Poučen uspehom pri projektu »IMA«, Nouvel danes v skoraj vsakem projektu eksperimentira s svetlobo.

## Pritzkerjeva nagrada
Pritzkerjeva nagrada je najvišje priznanje na področju arhitekture oziroma priznanje, namenjeno še živečemu arhitektu, čigar delo izraža talent, vizijo in predanost arhitekturi in čigar delo lahko pojmujemo kot trajni prispevek h grajenemu okolju, velja za najpomembnejšo nagrado na področju arhitekture. Nagrado je leta 1979 ustanovil ameriški podjetnik Jay A. Pritzker (1922-1999).  Nekateri ji pravijo tudi »Nobelova nagrada arhitekture«.
Jean Nouvel je Pritzkerjevo nagrado za arhitekturo prejel v letu 2008 na svečani podelitvi v Washingtonu, kjer je bil deležen častnega naslova in denarne nagrade v znesku 100.000 USD nepovratnih sredstev. Nagrado je prejel za Torre Agbar – Agbarski stolp najvišjo zgradbo v Barceloni (144 metrov) in novi arhitekturni simbol Barcelone ter novi urbani (re)generator jugovzhodnega dela mesta.
Predsednik fundacije Thomas Pritzker je dejal, da se je žirija za Nouvela odločila zaradi njegovega "pogumnega zasledovanja novih idej in izzivanja ustaljenih norm z namenom širjenja meja arhitekture". Po besedah Pritzkerja je žirija v Nouvelovih delih zasledila vztrajnost, domišljijo, bohotnost in nad vsem nenasitno nujo po kreativnemu eksperimentiranju

## Dela Jeana Nouvela
Jean Nouvel kot svetovno znani francoski arhitekt, je med študijem delal v arhitekturnih birojih, leta 1975 je odprl svoj biro in sodeloval na večjih natečajih. V svojem biroju je delal in kreiral oblikovnem slogu, ki je bil ločen od modernizma in post-modernizma. Jean Nouvelovi projekti preoblikujejo pokrajino, v katerih so zgrajeni in pogosto postanejo dominantni v prostoru. Njegov edinstven pristop se je učinkovito izkazal na mnogih lokacijah po svetu. Jean Nouvel je vizionar gladkih linij in drznih oblik. Pri Jean Nouvelu se odmik od tradicije izraža z njegovo  vztrajnostjo, domišljijo in ustvarjalnim eksperimentiranjem. Njegova dela so posebna dogodivščina in novih projektov ne začenja novega dokler v glavi ni zaključil s starim projektom. Pri Jean Nouvelu je opaziti njegovo značilno inovativno uporabo tehnologije ter igro s svetlobo in barvami. Nouvel neutrudno ustvarja predmete, ki se zlijejo z okolico vendar kmalu postanejo glavni točka mesta. Svojim projektom pristopa previdno upošteva kulturo, okolje, čas, in kako pomeša tradicijo z inovativnostjo (dela za arabski svet). Posebej navdušujejo njegove dela, ki odražajo uporabo svetlobe in barv Agbarski stolp in svetovni arabski inštitut. Od del, ki se zlivajo in upoštevajo obstoječi prostor pa Gutrijevo gledališče. Od del ki bodo v času pustila pečat pa so Nouvelovi nedokončani projekti, ki so še v izgradnji in sicer 100 11th Avenue, Housing (New York), High Rise Office Building (Doha), Louvre museum (Abu Dhabi), Dubai Opera (Dubai).
Nouvel vztrajno umešča nove tehnologije v provokativni arhitektonski kontrast med zunanjostjo in notranjostjo. Samostojno pot je začel s petindvajsetimi leti, ko je ustanovil svoj biro, kateri danes (Ateliers Jean Nouvel) v Parizu zaposluje okoli 140 ljudi, s podružnicami v New Yorku, Rimu, Copenhagnu, Madridu in Barceloni, kar tudi govori o njegovem odnosu do dela in ustvarjanja. Njegovi sodelavci zanj pravijo, da projekte drži v glavi in skicira na majhnih papirčkih, tako, da se njegova svetovno znana dela, pravzaprav začnejo na salvetkah in robčkih v restoranih, posteljah, stolih, v glavnem med potjo. 

### Tore Agbar – agbarski stolp (Barcelona 2008)
Agbarski stolp je visok 142 metrov in zajema skupaj 50.693 m2 površin in 9.132 m2 parkirišč. Stavba je v lasti multinacionalke Agbar group. Torre Agbar je Nouvel zasnoval kot stolp s koničasto obliko, ki Katalonce spominja na Gaudijevo veselo arhitekturo. 'To je oblika reliefa gorovja Montserrat,' je o navdihu za stolp podjetja Agbar povedal Nouvel. 'To je zelo falična oblika. Tukajšnji arhitekti se z njo igrajo že veliko let, saj gre za zaščitni znak Katalonije.' In če je Gaudi svoje stolpe prekril s črepinjami barvne keramike, jih je Nouvel s svetlečimi barvnimi kvadratki, ki 'pomenijo dialog z zgodovino Barcelone.' Vsak kvadratek je v bistvu LED zaslon, kar omogoča stavbi, da ponoči spreminja barvo. Sama zgradba ima 4.500 oken. Agbarski stolp ima 31 nadstropij z veliko svetlobe, tri tehnična nadstropja, ki nadzorujejo zgradbo za upravljanje sistemov. Sama zgradba simbolizira vodo; mirna in stalna, pregledna in tekoča, ampak zato, ker se predstavlja v svoji barvitosti in blišču. Elipsoidna oblika z 31 nadstropji, brez notranjih stebrov in z armiranobetonskim jedrom zajema glavno stopnišče in šest dvigal. Raznobarvna fasada iz aluminijastih plošč prekritih s steklom BRISOLEJ odraža več kot 25 barv.

### Institut du Monde Arabe »IMA«- svetovni arabski inštitut  (Pariz 1987)
Institut du Monde Arabe (IMA) je Nouvelov prvi projekt na poti k svetovni slavi. Ena od fasad IMA je v celoti izdelana kot mehanska opna vodena s fotocelicami, ki uravnavajo senčenje in količino svetlobe v objektu. Skupni učinek pa ni samo funkcionalnost, temveč tudi dekorativni efekt. Mrežasta fasada izhaja iz tradicionalne arabske umetnosti. Projekt IMA je bil naročen leta 1981, kot prvi v nizu velikih projektov, ki jih je sprožil takratni francoski predsednik Mitterand, dokončan pa je bil leta 1987. Namen gradnje omenjenega inštituta je spodbujanje poznavanja kulture arabskega sveta in izmenjava informacij o umetnosti, znanosti in sodobni tehnologiji. Center je sestavljen iz dveh delov: na eni strani je ukrivljen in natančno sledi reki Seni, na drugi strani pa s kvadratastim volumnom sledi okoliškim zgradbam. Ločuje ju notranje odprto dvorišče pravilne kvadratne oblike. Razstavni prostori so dobro osvetljeni, to vključuje tudi muzej, knjižnico, 300 sedežno dvorano in restavracijo, pa tudi pisarne in parkirišče. Lastnosti stekla in jekla se odlično prepletajo. 
Leta 1990 je Nouvel za objekt prejel nagrado ‘Aga Khan Award’ v Kairu, kjer ga je v govoru opisal kot simboličen most med Vzhodom in Zahodom (dialog med dvema kulturama). Objekt, ki vsebuje muzej, knjižnico, razstavni prostor, dokumentacijski arhiv in restavracijo na strehi, je prepoznaven kot sodobna zahodnjaška arhitektura s koreninami arabske kulture. Velika kvadratna stavba deluje kot prehodno območje med reko Seno (eno pročelje je valovito) in precej bolj racionalistično zasnovo okrožja Saint-Germain-des-Prés.  
Institut du Monde Arabe je Nouvelova nekonvekcionalna mojstrovina, ki kot da poziva na kompromis sodobne arhitekture z zgodovinsko vrednostjo, zaradi edinstvene mešanice visoke tehnologije in arabske tradicije. 

### Tour sans fins - neskončni stolp (1989) – nerealiziran projekt
Tour Sans Fins je bil izbran leta 1989 na tekmovanju za izgradnjo nebotičnika blizu Pariza (La Défense). Neskončni stolp je bil zamišljen kot 400 metrski nebotičnik, katera struktura in lupina stavbe z materiali se spreminja proti vrhu – Granit, aluminij, nerjaveče jeklo in steklo. Poudarek bi bil na tem, da se proti nebu stopnjuje prosojnost stavbe in počasi (skoraj) izgine. Če bi bil projekt realiziran, bi bila to najvišja stavba v Evropi. Ker je stolp tudi vkopan v zemljo je Nouvel zanj dejal: Ne vem, kje se začne niti kje se konča saj začetek in konec očesu nista vidna.

### Gasometer A ( Dunaj 2001)
Leta 1995 so bili na natečaju za predelavo slavnih štirih dunajskih 'gasometrov' izbrani štirje arhitekti – Jean Nouvel, Coop Himmelb(l)au, Manfred Wehdorn in Wilhelm Holzbauer. Nouvel je pri Gasometru A ustvaril veliko notranje dvorišče s prosojnim stropom, ki z lomljenjem svetlobe združuje staro in novo. Objekt ima krožni tloris z notranjim krožnim atrijem, pokritim s kupolo. Stanovanja so orientirana v skupni osvetljeni prostor. Stranska površina ob oknih je multiplicirana z ogledali – igra zrcaljenja in igranja s svetlobo. Celoten kompleks zajema 800 stanovanj, trgovin, poslovnih prostorov in tudi dvorano za 3.000 obiskovalcev

### Opera Nouvel (Lyon 1993)
Novo domovanje Lyonske opere se, arhitektu na čast, imenuje kar Opera Nouvel. Ko so arhitektu leta 1985 projekt dodelili, se je moral držati omejitve: graditi v mejah že obstoječe stavbe iz 18. stoletja. Ohranil je samo pročelje, površino opere pa povečal s širitvijo pod zemljo in gradnjo dodatnega nadstropja iz stekla in jekla.

### Guthrie theater (Minneapolis 2006)
Guthrie Theater v Minnesoti združuje kontrast z mestom in mestno okolico, ter bližnjo reko Mississippi. Zanimiv je predvsem zato, ker njegova podoba izraža teatralnost in predstavo, ter ob somraku ko gledališče zaživi tudi zgradba spreminja svoj blišč. Sprednji del kot oblika silosa sovpada z okolico in bližnjimi silosi žita. Gutrijevo gledališče je prvi Nouvelov objekt v Ameriki, je stroj za zajemanje in ustvarjanje pogledov na okolje. Guthri je temno modre barve, masiven z neskončnim mostom, brez katerega objekt ne bi prišel do izraza.

### KKL Luzern – kulturni in kongresni center (2000)
Streha Nouvelovega kulturnega in konferenčnega centra v Luzernu se razvija nad slavno švicarsko jezero zato, da v njej odsevajo premiki svetlobe in vode. V notranjosti ima koncertno dvorano. 

### Ostala dela
- 1987 – Nemausus 1 (Housing, 114 apartments), Nîmes, France
- 1994 – Fondation Cartier pour l'Art Contemporain (Office / Cultural), Paris, France
- 1995 – Euralille, (Retail / Office / Housing), Lille, France
- 2000 – Culture and Convention Center (Performance Space / Conference Hall / Museum / Restaurant), Lucerne, Switzerland
- 2000 – Palais de Justice (Nantes), Nantes, France
- 2001 – Golden Angel (Zlatý Anděl), Prague, Czech Republic
- 2002 – Monolith of Expo.02, Murten, Switzerland
- 2004 – Museum Two, Leeum, Samsung Museum of Art, Seoul, South Korea
- 2005 – Reina Sofía Museum expansion, Madrid, Spain
- 2006 – Musée du quai Branly, Paris, France
- 2009 – Copenhagen Concert Hall, Copenhagen, Denmark
- 2010 - 100 Eleventh Avenue, New York, USA
- 2010 – Serpentine Gallery temporary pavilion, London
- 2010 – One New Change, London
- 2012 – Doha 9 skyscraper, Doha